# DSA-308
La DSA-308 es una carretera perteneciente a la Red Secundaria de la Diputación Provincial de Salamanca que une las localidades de Boadilla y San Muñoz.

## Origen y Destino
La carretera  DSA-308  tiene su origen en el casco urbano de Boadilla, y termina en San Muñoz en la intersección con la carretera  DSA-307 , formando parte de la Red de carreteras de Salamanca.